# AMI (Zürich)
AMI is een historisch merk van motorfietsen en scooters.
De bedrijfsnaam was: Neue A.M.A.G, Zürich.
Zwitsers motorfietsmerk, dat in 1949 een door Jawa-directeur Jaroslav Frei ontworpen miniscooter met 48cc-Ducati Cucciolo-blok op de markt bracht. De merknaam was toen nog Piccolo.
In 1950 werd een 98cc-Sachs-blokje gemonteerd en veranderde de naam in AMI. A.M.A.G. bracht ook nog de A3 uit, een tweepersoons scooter van 150 cc.
In 1953 werd deze gevolgd door de 175 cc A6, weliswaar een motorfiets maar nog steeds met de kleine wieltjes die ook de miniscooters hadden. De productie eindigde in 1954.